# Mesquita d'al-Maridani
La mesquita d'al-Maridaní (àrab: مسجد الطنبغا المارداني, masjid Alṭinbuḡā al-Māridānī) és un dels monuments islàmics d'època mameluca de la ciutat del Caire; forma part del conjunt arquitectònic conegut com a Caire històric, declarat Patrimoni de la Humanitat per la UNESCO. Porta el número 120 del catàleg de monuments islàmics gestionat pel Supreme Council of the Antiquities. Està situada al centre històric de la ciutat, al sud de Bab Zuwayla.

## Història
L'emir Altinbughà al-Maridani va començar la seva carrera com a coper del soldà an-Nàssir Muhàmmad ibn Qalàwun (1299-1309 i 1310-1341). Va anar escalant posicions i es va casar amb la filla del soldà. Després de l'època de turbulències que va seguir la mort d'an-Nàssir, amb curts governs dels seus fills, va arribar al cim de la seva carrera amb el soldanat d'al-Àixraf Kújuk (1341-1342) i del seu germà as-Sàlih Ismaïl (1342-1345). Va morir el 1343, amb vint-i-cinc anys, quan era governador a Alep.
Quan al-Maridaní va aixecar la mesquita, el 1339-1340, ja estava malalt, fet que va fer que li dediqués una gran quantitat de diners; ja en l'època es considerava que era una de les més sumptuoses del Caire. Unes inscripcions al mateix edifici posen la data de la fundació el 1339 i el seu acabament el 1340, és a dir, sota el soldanat d'an-Nàssir Muhàmmad, que també va col·laborar en la construcció. Hi va col·laborar el mestre constructor as-Suyufí, de qui es coneix la seva participació en algunes altres obres.

## L'edifici

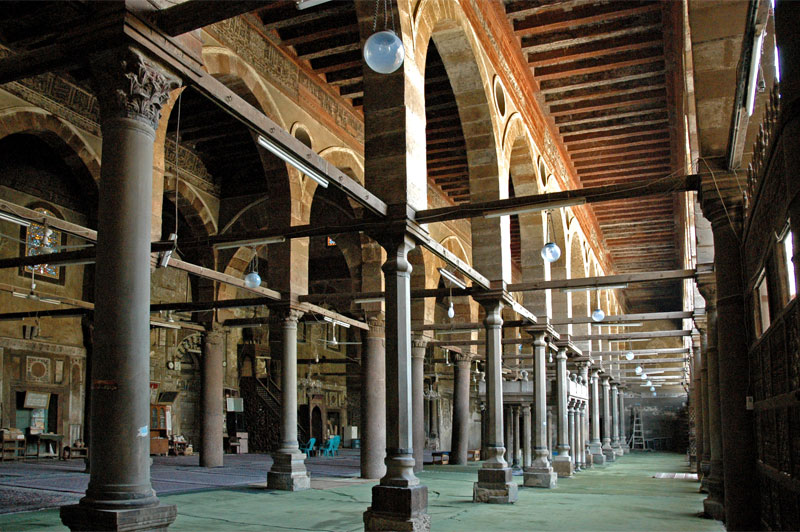
Sala d'oracions de la mesquita
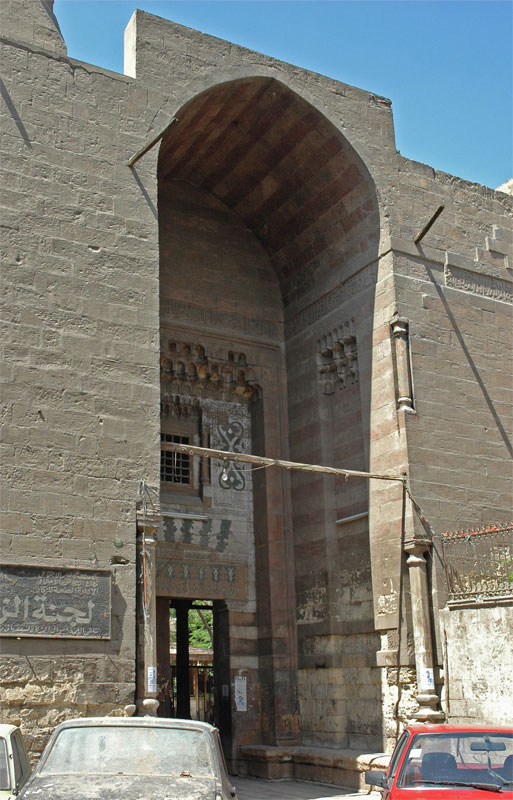
Portal de la mesquita
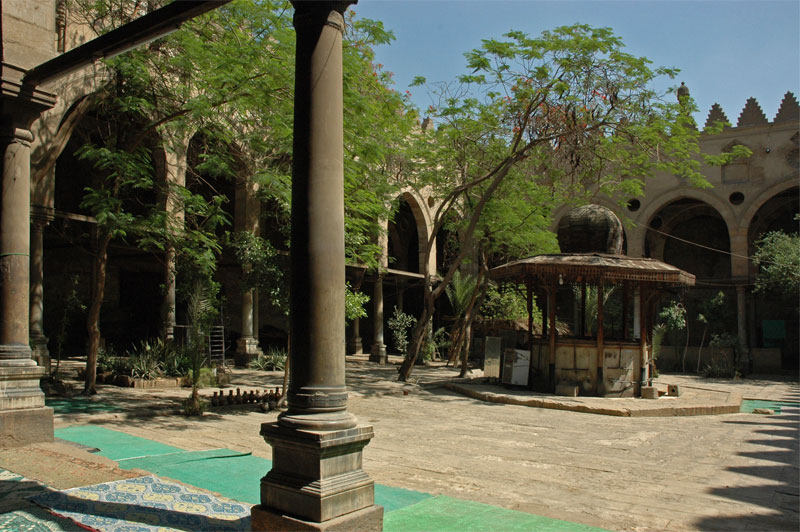
Pati

Es tracta d'una mesquita centrada per un gran pati rectangular, envoltada de riwaqs, és a dir, naus suportades per columnes. La planta no és rectangular, ja que té una queixalada a llevant motivada per la situació de l'edifici en relació al carrer: orientar-lo segons l'alquibla va motivar que s'escapcés aquell costat. L'entrada principal és pel nord-est i l'alquibla queda a l'esquerra d'aquesta entrada. El riwaq principal és de quatre naus, la del fons més curta pel retall de la planta, els altres tres riwaqs tenen dues naus cada un. Per a aixecar aquestes naus, es van emprar algunes columnes procedents d'una mesquita fatimita anterior, que ja havia reutilitzat aquests elements de construccions preislàmiques. La seva disposició recorda la mesquita d'an-Nàsir Muhàmmad, aixecada poc abans.
Sobre el mihrab hi ha una cúpula, el pes de la qual està suportat per columnes d'època faraònica. El minaret està situat a la dreta del portal principal, és de planta octogonal i és similar al que va aixecar el mateix mestre d'obres a la mesquita d'al-Azhar: el minaret d'Aqbughà.
Un element que caracteritza aquesta mesquita és el tancament de fusta que separa el pati i la sala d'oracions principal. S'ha restaurat, però en la seva major part és encara original gràcies a l'aire sec de la ciutat. També cal esmentar la decoració d'estuc que conserva, bé que molt deteriorada.

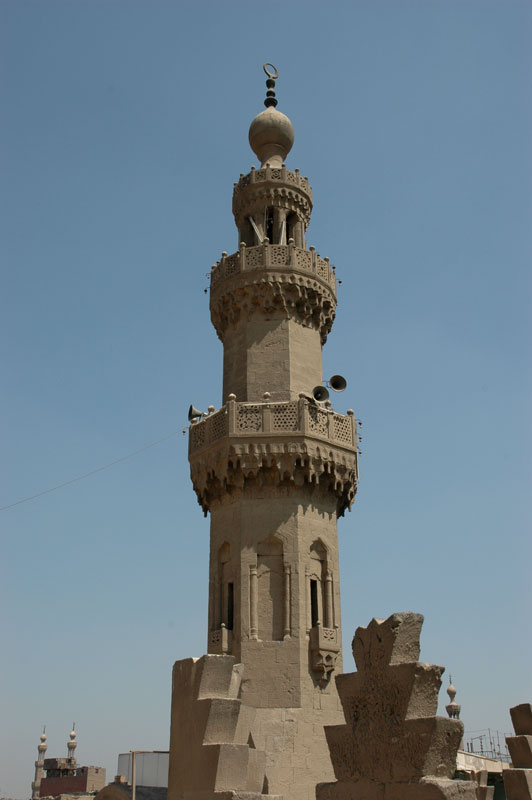
El minaret
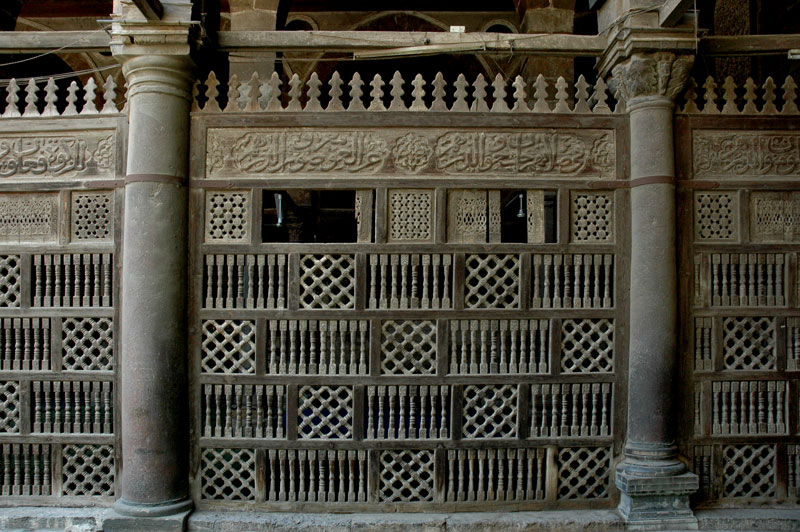
El tancament de fusta
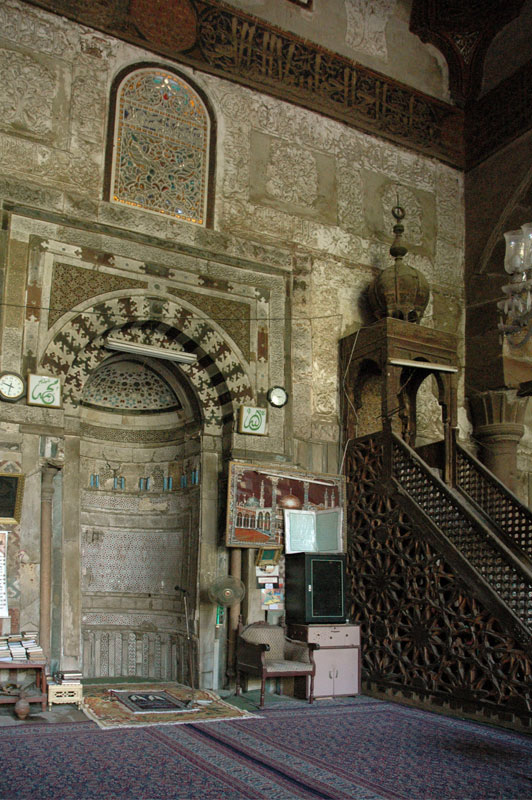
El mihrab
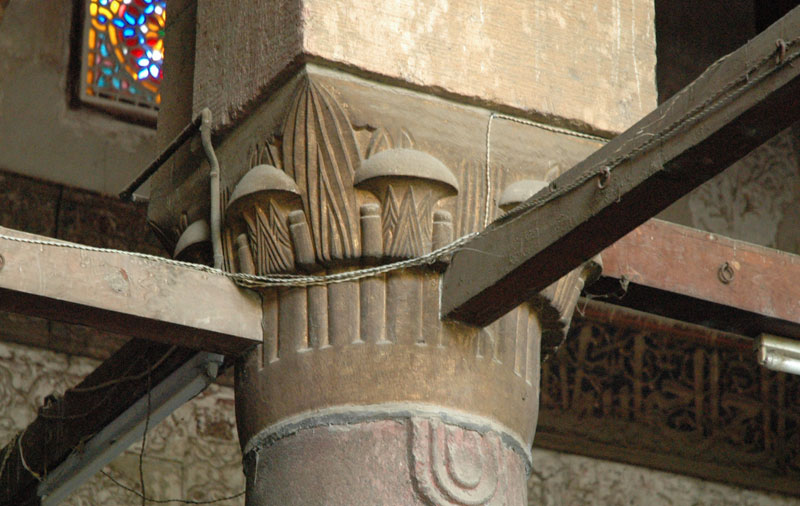
Capitell faraònic